# Maurice Mewis
Maurice Mewis (ur. 16 września 1929 w Antwerpii, zm. 23 września 2017 tamże) – belgijski zapaśnik, uczestnik Igrzysk Olimpijskich w 1952, 1956, 1960, oraz 1964 roku.
Jego młodszy brat Joseph brał udział w zapasach na tych samych igrzyskach olimpijskich.
Jego syn Julien  również był zapaśnikiem i dwukrotnym olimpijczykiem.

## Letnie Igrzyska Olimpijskie 1952
| Konkurencja             | Runda eliminacyjna         | Runda eliminacyjna      | Runda eliminacyjna      | Runda eliminacyjna      | Ćwierćfinały                   | Półfinały                      | Finał                          | Klas. końcowa |
| Konkurencja             | Przeciwnik I               | Przeciwnik II           | Przeciwnik III          | Przeciwnik IV           | Ćwierćfinały                   | Półfinały                      | Finał                          | Miejsce       |
| ----------------------- | -------------------------- | ----------------------- | ----------------------- | ----------------------- | ------------------------------ | ------------------------------ | ------------------------------ | ------------- |
| styl klasyczny do 52 kg | Dumitru Pârvulescu (ROU) W | Josef Zeman (CSK) W     | Bengt Johansson (SWE) L | Boris Guriewicz (SUN) L | → Odpadł z dalszej rywalizacji | → Odpadł z dalszej rywalizacji | → Odpadł z dalszej rywalizacji | 7.            |
| styl wolny do 52 kg     | Giordano De Giorgi (ITA) L | Georgij Sajadow (SUN) L |                         |                         | → Odpadł z dalszej rywalizacji | → Odpadł z dalszej rywalizacji | → Odpadł z dalszej rywalizacji | 11.           |

## Letnie Igrzyska Olimpijskie 1956
| Konkurencja             | Runda eliminacyjna      | Runda eliminacyjna     | Runda eliminacyjna     | Runda eliminacyjna | Ćwierćfinały                   | Półfinały                      | Finał                          | Klas. końcowa |
| Konkurencja             | Przeciwnik I            | Przeciwnik II          | Przeciwnik III         | Przeciwnik IV      | Ćwierćfinały                   | Półfinały                      | Finał                          | Miejsce       |
| ----------------------- | ----------------------- | ---------------------- | ---------------------- | ------------------ | ------------------------------ | ------------------------------ | ------------------------------ | ------------- |
| styl klasyczny do 52 kg | Monty Hakansson (AUS) W | István Baranya (HUN) L | Borivoje Vukov (YUG) L |                    | → Odpadł z dalszej rywalizacji | → Odpadł z dalszej rywalizacji | → Odpadł z dalszej rywalizacji | 7.            |

## Letnie Igrzyska Olimpijskie 1960
| Konkurencja             | Runda eliminacyjna        | Runda eliminacyjna    | Runda eliminacyjna    | Runda eliminacyjna | Ćwierćfinały                   | Półfinały                      | Finał                          | Klas. końcowa |
| Konkurencja             | Przeciwnik I              | Przeciwnik II         | Przeciwnik III        | Przeciwnik IV      | Ćwierćfinały                   | Półfinały                      | Finał                          | Miejsce       |
| ----------------------- | ------------------------- | --------------------- | --------------------- | ------------------ | ------------------------------ | ------------------------------ | ------------------------------ | ------------- |
| styl klasyczny do 52 kg | Mohammad Paziraji (IRN) L | Heikki Hakola (FIN) W | Ignazio Fabra (ITA) L |                    | → Odpadł z dalszej rywalizacji | → Odpadł z dalszej rywalizacji | → Odpadł z dalszej rywalizacji | 10.           |

## Letnie Igrzyska Olimpijskie 1964
| Konkurencja             | Runda eliminacyjna    | Runda eliminacyjna   | Runda eliminacyjna     | Runda eliminacyjna       | Ćwierćfinały                   | Półfinały                      | Finał                          | Klas. końcowa |
| Konkurencja             | Przeciwnik I          | Przeciwnik II        | Przeciwnik III         | Przeciwnik IV            | Ćwierćfinały                   | Półfinały                      | Finał                          | Miejsce       |
| ----------------------- | --------------------- | -------------------- | ---------------------- | ------------------------ | ------------------------------ | ------------------------------ | ------------------------------ | ------------- |
| styl klasyczny do 52 kg | Ahmad Khoshoi (IRN) W | Sin Sang-sik (KOR) W | Burhan Bozkurt (TUR) W | Tsutomu Hanahara (JPN) L | → Odpadł z dalszej rywalizacji | → Odpadł z dalszej rywalizacji | → Odpadł z dalszej rywalizacji | 4.            |